# Bulbine fragilis
Bulbine fragilis är en grästrädsväxtart som beskrevs av G.Williamson. Bulbine fragilis ingår i släktet bulbiner, och familjen grästrädsväxter. Inga underarter finns listade i Catalogue of Life.